# FK Mikołajów
FK Mikołajów (ukr. Футбольний клуб «Миколаїв», Futbolnyj Kłub "Mykołajiw") – ukraiński klub piłkarski z siedzibą w Mikołajowie w obwodzie lwowskim.

## Historia
Chronologia nazw:
- ???—???: Cementnyk Mikołajów (ukr. «Цементник» Миколаїв)
- 1997—2002: Cementnyk-Chorda Mikołajów (ukr. «Цементник-Хорда» Миколаїв)
- 2002—2004: Cementnyk Mikołajów (ukr. «Цементник» Миколаїв)
- 2004—2005: Cementnyk-Łafarż Mikołajów (ukr. «Цементник-Лафарж» Миколаїв)
- 2006—...: FK Mikołajów (ukr. ФК «Миколаїв»)

Drużyna piłkarska Cementnyk została założona w mieście Mikołajów i reprezentował miejscową cementownię.
Do 1992 drużyna z Mikołajowa występowała w amatorskich rozgrywkach mistrzostw obwodu lwowskiego. 
W 1979 klub przegrał w finale Pucharu Ukraińskiej SRR z Enerhiją Nowa Kachowka (3:1 i 0:0).
Klub również występował w rozgrywkach Mistrzostw Stowarzyszenia Ukraińskiego Futbolu Amatorskiego.
W 1997 klub jako uczestnik turnieju finałowego Mistrzostw Stowarzyszenia Ukraińskiego Futbolu Amatorskiego otrzymał prawo uczestniczyć w rozgrywkach w Drugiej Lidze. W pierwszym że sezonie 1997/98 zajął 6. miejsce w swojej grupie. W sezonie 2001/02 klub po rundzie jesiennej z przyczyn finansowych zrezygnował z dalszych występów w lidze profesjonalnej i dalej występuje w rozgrywkach amatorskich obwodu lwowskiego.

## Sukcesy
- 3. miejsce w Drugiej Lidze: (1x)

1998/1999
- finalista Pucharu Ukraińskiej SRR: (1x)

1979